# Distretto di Al-Mani'a
Il distretto di Al-Mani'a è un distretto della provincia omonima, in Algeria, con capoluogo Al-Mani'a.

## Comuni
Il distretto di Al-Mani'a comprende 2 comuni:
- Al-Mani'a
- Hassi Gara